# Saint-Mélany
Saint-Mélany är en kommun i departementet Ardèche i regionen Auvergne-Rhône-Alpes i sydöstra Frankrike. Kommunen ligger  i kantonen Valgorge som ligger i arrondissementet Largentière. År 2022 hade Saint-Mélany 107 invånare.

## Befolkningsutveckling
Antalet invånare i kommunen Saint-Mélany
Referens: INSEE